# Giovanni Berardi (monaco)
Giovanni Berardi (in latino Johannes Berardi; prima metà XII secolo – fine XII secolo) è stato un monaco cristiano italiano benedettino dell'abbazia di San Clemente a Casauria, noto per aver composto il Chronicon Casauriense.

## Biografia

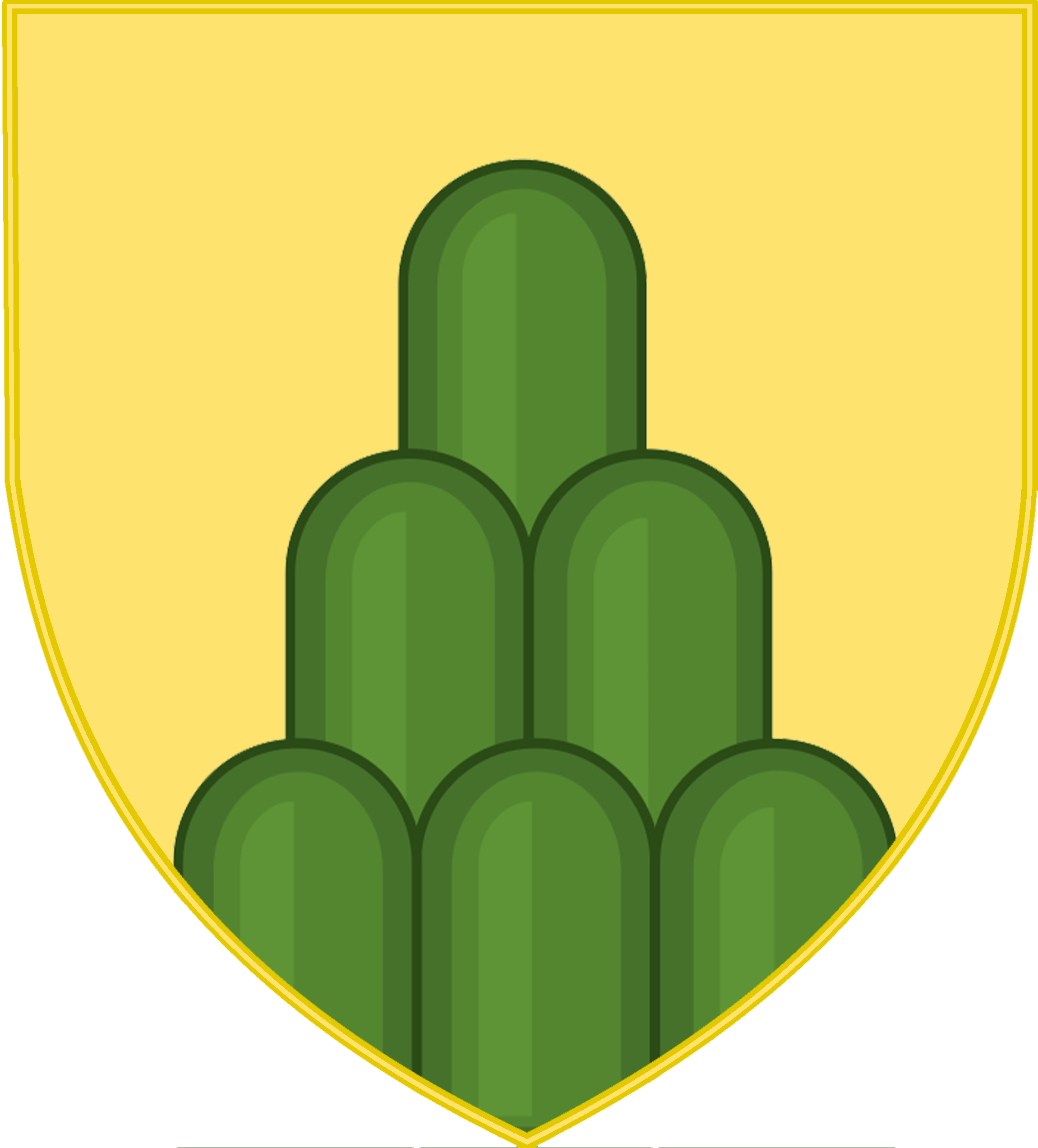
Stemma della famiglia Berardi, Conti dei Marsi, cui Giovanni apparteneva

Nulla si sa sulla sua biografia. Figlio di un Berardo Berardi, visse nel XII secolo. Il Chronicon Casauriense, opera per il quale è noto, riporta una raccolta di cronache medievali dall'866 al 1182 riguardanti l'abbazia di San Clemente a Casauria, nella quale Giovanni fu monaco. L'opera, dedicata all'abate Leonate, che spinse Giovanni nella sua stesura, dopo la morte dell'autore fu proseguita dal confratello Rustico. Il testo mostra una forte ostilità verso i Normanni, dovuta alla loro penetrazione negli Abruzzi negli sessanta dell'XI secolo con il conte Roberto I di Loritello e al loro atteggiamento aggressivo verso i possedimenti del monastero, distrutto tra il 1076 e il 1079 da Ugo Malmozzetto, conte di Manoppello.